# Sydpolsmedaljen
Sydpolsmedaljen eller Medalje til erindring om "Frams" ekspedisjon til Sydpolen 1910–1911 er en norsk udmærkelse indstiftet af kong Haakon den 20. august 1912 til belønning af deltagere i Roald Amundsens sydpolsekspedition. Medaljen blev på indstiftelsesdagen tildelt ekspeditionens medlemmer. 

## Udformning
Sydpolsmedaljen er præget i guld, sølv eller bronze, men er tildelt i guld. På forsiden bærer den kong Haakons portræt, navn og valgsprog. Forsiden er identisk med Kongens fortjenstmedalje. Bagsiden bærer et billede af den sydlige halvkugle og Sydkorset, sammen med et felt for medaljemodtagerens navn og årstallet "1911". Nedre del har korslagte ege- og laurbærgrene. Medaljen har en kongekrone på toppen. Medaljebåndet er mørkt blåt med en hvidkantet rød stribe i midten.
Sydpolsmedaljen er udformet af møntgravør Ivar Throndsen.
Med medaljen fulgte et diplom, i udformning ganske lig det, som blev givet i forbindelse med Kongens fortjenstmedalje.

## Modtagere
Sydpolsmedaljen blev tildelt:
- Roald Amundsen
- Andreas Beck
- Olav Bjaaland
- Hjalmar Fredrik Gjertsen
- Ludvig A. Hansen
- Helmer J. Hanssen
- Sverre Hassel
- Hjalmar Johansen
- Halvardus Kristensen
- Alexander Kutschin
- Henrik Lindstrøm
- Thorvald Nilsen
- Jacob Nødtvedt
- Karenius B. Olsen
- Kristian Prestrud
- Martin Richart Rønne
- Jørgen Stubberud
- Knut Sundbeck
- Oscar Wisting